# Ліпниця-Велька (гміна)
Гміна Ліпниця-Велька (пол. Gmina Lipnica Wielka) — сільська гміна у південній Польщі. Належить до Новотарського повіту Малопольського воєводства.
Станом на 31 грудня 2011 у гміні проживало 5928 осіб.

## Площа
Згідно з даними за 2007 рік площа гміни становила 67.47 км², у тому числі:
- орні землі: 49.00%
- ліси: 48.00%

Таким чином, площа гміни становить 4.58% площі повіту.

## Населення
Станом на 31 грудня 2011:
| Опис     | Загалом | Загалом | Чоловіки | Чоловіки | Жінки | Жінки |
| -------- | ------- | ------- | -------- | -------- | ----- | ----- |
| одиниця  | осіб    | %       | осіб     | %        | осіб  | %     |
| все      | 5928    | 100     | 2937     | 49.54    | 2991  | 50.46 |
| міське   | 0       | 100     | 0        |          | 0     |       |
| сільське | 5928    | 100     | 2937     | 49.54    | 2991  | 50.46 |

## Сусідні гміни
Гміна Ліпниця-Велька межує з такими гмінами: Завоя, Яблонка.